# Damian Clara
Damian Clara (Brunico, 13 gennaio 2005) è un hockeista su ghiaccio italiano, milita come portiere nel Brynäs Idrottsförening, squadra della Svenska hockeyligan, e nella Nazionale italiana. Durante l'NHL Entry Draft del 2023 a Nashville, è stato selezionato dall'americana Anaheim Ducks con la 60esima scelta assoluta.

## Carriera

### Giovanili
Clara iniziò la sua carriera nelle giovanili dell'Hockey Club Val Pusteria, squadra della sua città natale, Brunico. Nel 2016 si trasferì all'accademia giovanile dell'EC Red Bull Salzburg. Con la squadra salisburghese vinse la ICE Young Stars League nel 2021. Nella stagione successiva, giocò con la squadra U18 del club nel campionato ceco U20, giocando anche una volta nell'Alps Hockey League.

### Club
Nel 2022 si è trasferito in Svezia, dove è stato ingaggiato dal Färjestad BK. Ha giocato nella J20 Nationell, il massimo campionato giovanile svedese, per i Värmländers. Ha giocato anche due volte in prestito per il BIK Karlskoga nella HockeyAllsvenskan. Per la stagione 2023/24 è stato prestato al Brynäs IF, sempre dell'HockeyAllsvenskan. 
A fine giugno 2023 è stato selezionato al 60º posto assoluto del secondo turno del Draft NHL 2023 dagli Anaheim Ducks della National Hockey League. A giugno 2024 ha firmato un contratto entry-level (ELC) della durata di tre anni con la squadra Anaheim Ducks, dopo essere diventato il più giovane portiere di sempre ad aver vinto 25 partite nella seconda divisione svedese, ottenendo il quarto maggior numero di vittorie di sempre da parte di un portiere con meno di 21 anni.

## Palmarès

### Club
- Hockeyallsvenskan: 1

Brynäs: 2023-2024

### Giovanili
- ICE Young Stars League: 1

Salisburgo: 2020-2021

### Nazionale
- Campionato mondiale di hockey su ghiaccio Under-20 - Seconda Divisione Gruppo A: 1

Italia 2022

### Individuale
- Miglior portiere del Campionato mondiale di hockey su ghiaccio Under-20 - Seconda Divisione Gruppo A: 1

Italia 2022
- Miglior media reti subite del Campionato mondiale di hockey su ghiaccio Under-18 - Prima Divisione Gruppo B: 1

Slovenia 2023 (1.25)
- Miglior percentuale di salvataggi del Campionato mondiale di hockey su ghiaccio Under-18 - Prima Divisione Gruppo B: 1

Slovenia 2023 (95,4%)
- Miglior portiere del Campionato mondiale di hockey su ghiaccio Under-18 - Prima Divisione Gruppo B: 1

Slovenia 2023
- Miglior percentuale di salvataggi del Campionato mondiale di hockey su ghiaccio Under-20 - Prima Divisione Gruppo B: 1

Polonia 2023 (91,7%)
- Miglior portiere del Campionato mondiale di hockey su ghiaccio Under-20 - Prima Divisione Gruppo B: 1

Polonia 2023
- Top Player on Team del Campionato mondiale di hockey su ghiaccio Under-20 - Prima Divisione Gruppo B: 1

Polonia 2023
- Miglior giovane della Hockeyallsvenskan (Guldgallret): 1

2023-2024